# Клее, Бернхард
Бернхард Клее (нем. Bernhard Klee; род. 19 апреля 1936, Шлайц) — немецкий дирижёр.

## Биография
В детские годы пел в Хоре Святого Фомы. Окончил Кёльнскую высшую школу музыки. Начал взрослую профессиональную карьеру как ассистент дирижёра в Кёльнской опере, в 1960 г. дебютировал как дирижёр в Кёльне в «Волшебной флейте» Вольфганга Амадея Моцарта. Работал в оперных театрах Зальцбурга (1962—1963), Оберхаузена (1963—1965) и Ганновера (1965—1966), в 1966—1973 гг. занимал пост генеральмузикдиректора в Любеке. В 1976—1979 гг. (и затем вновь в 1991—1995 гг.) возглавлял Филармонический оркестр Северогерманского радио в Ганновере, в 1977—1987 гг. — музыкальный руководитель Дюссельдорфского симфонического оркестра, в 1992—1997 гг. — Филармонического оркестра Рейнланд-Пфальца. Как приглашённый дирижёр выступал с ведущими оркестрами разных стран, в 1974 г. дебютировал с Нью-Йоркским филармоническим оркестром в США. Осуществил множество записей, как оперных, так и симфонических.